# Романтический балет

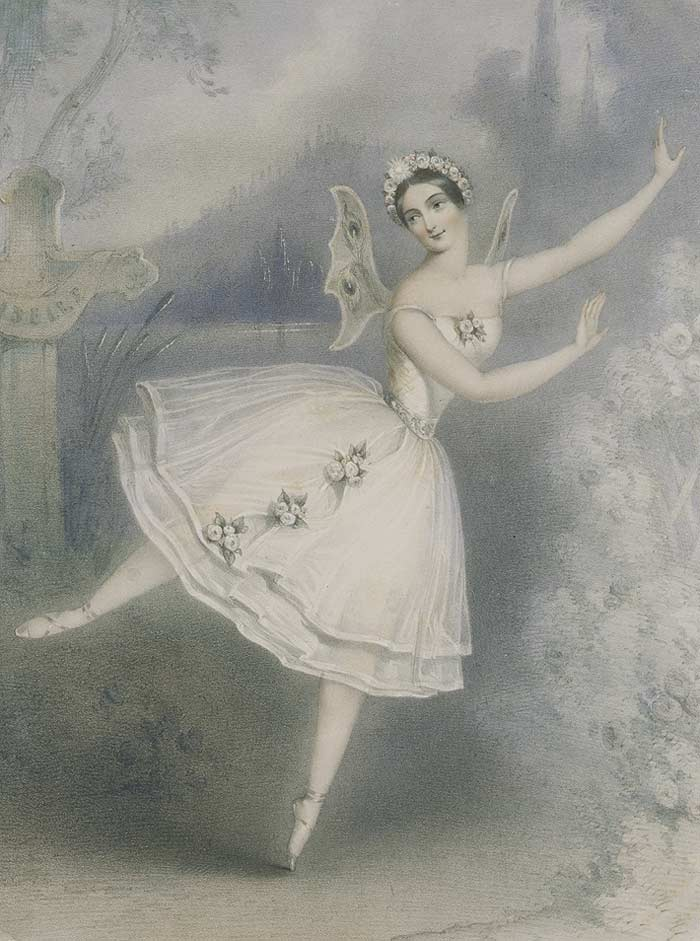
Карлота Гризи в балете «Жизель», 1841

Романтический балет — стиль балета, который был чрезвычайно популярен в Европе в 1830-х и 1840-х годах и который соответствовал моде на экзотическую эскапистскую фантазию, которая доминировала во всех других жанрах искусства романтизма.  В романтическом балете характерна сильная конфликтность между человеком и природой, между реальностью и сверхъестественным.
Романтические балеты обычно делятся на два акта: первый исполняется при дневном свете и связан с реальностью; действие второго происходит ночью, в сверхъестественном мире, где обычно имеет место трагический финал. К наиболее известным романтическим балетам относятся «Сильфида» (1832 ) и «Жизель» (1841).

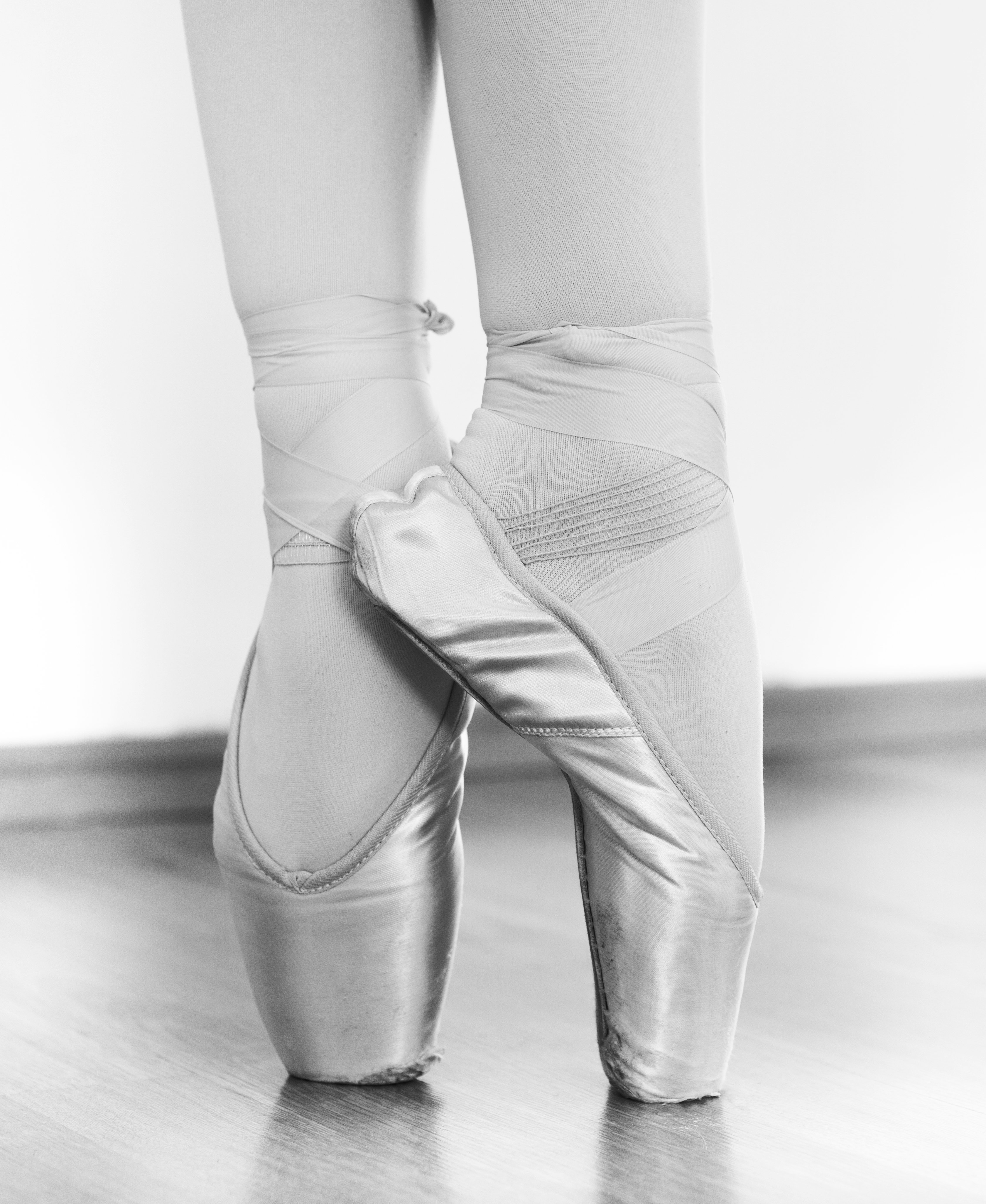
Пуанты балерины

Это было рождением сюжетного балета. Танцовщицы стали суперзвездами балета с появлением пуант и стиля танца на кончиках пальцев ног, который создавал иллюзию парения. Поскольку женщины были в центре внимания, мужчины взяли на себя роль поддержки балерины. Яркие талантливые балерины этой эпохи — Мария Тальони, Карлотта Гризи, Люсиль Гран и Фанни Черрито.
Теоретиком романтического балета стал Карло Блазис, в 1837—1850 годах руководивший Королевской академией музыки и танца при итальянском театре Ла Скала и написавший три книги по теории классического танца, в том числе учебник «Кодекс Терпсихоры» (1828).
В России балет «Жизель» был впервые поставлен в 1842 году в Санкт-Петербурге с Еленой Андреяновой в роли Жизели. Она танцевала с Кристианом Йонассоном  и Мариусом Петипа.